# Култура, спорт и развлечения
Култура, спорт и развлечения е един от 20-те основни отрасли на икономиката в Статистическата класификация на икономическите дейности за Европейската общност.
Секторът обхваща културни дейности, като представления на живо, работа на музеи, библиотеки, ботанически и зоологически градини и природни паркове, както и дейностите, свързани с хазарта и спорта.